# Bujačia lúka
Bujačia lúka este o arie protejată (arie specială de conservare — SAC, sit de importanță comunitară — SCI) din Slovacia întinsă pe o suprafață de 2,14 ha, integral pe uscat.

## Localizare
Centrul sitului Bujačia lúka este situat la coordonatele 48°42′22″N 18°56′17″E / 48.706111°N 18.938056°E.

## Înființare
Situl Bujačia lúka a fost declarat sit de importanță comunitară în octombrie 2011 pentru a proteja un număr necunoscut de specii din flora spontană și fauna sălbatică aflate în arealul zonei. Situl a fost protejat și ca arie specială de conservare în august 2011.

## Biodiversitate
Situată în ecoregiunea alpină, aria protejată conține 1 habitat natural: Fânețe de joasă altitudine (Alopecurus pratensis, Sanguisorba officinalis).
La baza desemnării sitului se află un număr nedeclarat de specii protejate.